# 銀光魚
銀光鱼（学名：Argyripnus pharos）为輻鰭魚綱巨口魚目褶胸鱼科的其中一種。分布於印度太平洋區，包括馬達加斯加、澳洲、印尼及菲律賓等海域，棲息深度100-492公尺，體長可達7.9公分。

## 扩展阅读
維基物種上的相關：銀光魚